# Anell binari
En matemàtiques, un anell binari o anell booleà R és un anell (amb unitat) per al qual x² = x per a tot x de R; és a dir R conté només elements idempotents.
Un anell booleà és essencialment el mateix que una Àlgebra de boole, amb l'operació de multiplicació que correspon a la conjunció lògica ∧, i l'addició a la disjunció o la diferència simètrica (no la disjunció lògica ∨).

## Notacions
Hi ha com a mínim quatre sistemes diferents i incompatibles de notació per a anells booleans i algebres.
- En l'àlgebra commutativa la notació estàndard que és fer servir x + y = (x ∧ ¬  y) ∨ (¬ x ∧ y) per a la suma de x i y, i xy per al seu producte.
- En lògica, una notació comuna és fer servir x ∧ y per a la conjunció (el mateix que el producte d'anell) i fer servir x ∨ y per a la disjunció, donat en termes de notació d'anell per a x + y + xy.
- En teoria de conjunts i lògica és també comú fer servir x · y per a la intersecció, i x + y per a la unió x ∨ y. Aquest ús de + és diferent de l'ús en teoria d'anells.
- Una convenció rara és fer servir xy per al producte i x ⊕ y per a la suma d'anell, en un esforç per evitar l'ambigüitat de +.

La terminologia entiga era fer servir "Anell booleà" per significar un "anell booleà possiblement sense un element identitat", i "àlgebra de Boole" per significar un anell booleà amb un element identitat. (Això és el mateix que l'ús antic dels termes "anell" i "àlgebra" en la teoria de la mesura).

## Exemples
Un exemple d'un anell booleà és el conjunt potència de qualsevol conjunt X, on l'addició a l'anell és la diferència simètrica, i la multiplicació és la intersecció. Com un altre exemple, també es pot considerar el conjunt de tots els subconjunts finits o cofinite de X, una altra vegada amb la diferència simètrica i la intersecció com operacions. Més generalment amb aquestes operacions qualsevol cos de conjunts és un anell booleà. Pel Teorema de Stone de representació cada anell booleà és isomorf a un cos de conjunts (tractats com a anell amb aquestes operacions).

## Relació amb algebres booleanes

Diagrames de Venn per a les operacions de Boole de conjunció, disjunció, i complement

Com que l'operació d'unió ∨; en una àlgebra de Boole sovint s'escrit additivament, té sentit en aquest context denotar l'addició d'anell per ⊕; (que és el mateix que la sostracció en qualsevol àlgebra de Boole), un símbol que es fa servir sovint per denotar l'o exclusiu.
Donat un anell booleà R, per x i y en R es pot definir
x ∧ y = xy
x ∨ y = x ⊕ y ⊕ xy,
¬x = 1 ⊕ x.

These operations then satisfy all of the axioms for meets, joins, and complements in a Boolean algebra. Thus every Boolean ring becomes a Boolean algebra. Similarly, every Boolean algebra becomes a Boolean ring thus:
Aquestes operacions llavors satisfan tots els axiomes per a unions, interseccions i complements en una àlgebra de Boole. Així cada anell booleà es converteix en una Àlgebra de Boole. De manera similar, totes les àlgebres de Boole es converteixen en un anell booleà així:
xy = x ∧ y,
x ⊕ y = (x ∨ y) ∧ ¬(x ∧ y).
Si un anell booleà es tradueix a una Àlgebra de Boole d'aquesta manera, i llavors l'àlgebra de Boole es tradueix a un anell, el resultat és l'anell original. El resultat anàleg es compleix començant amb una àlgebra de Boole.
Una aplicació entre dos anells booleans és un homomorfisme d'anells si i només si és un homomorfisme de les algebres booleanes corresponents.

## Propietats dels anells booleans
Cada anell booleà R satisfà x ⊕ x = 0 per a tot x de R, perquè
x ⊕ x = (x ⊕ x)² = x² ⊕ 2x² ⊕ x² = x ⊕ 2x ⊕ x = x ⊕ x ⊕ x ⊕ x
i donat que <R,⊕> és un grup abelià, es pot restar x ⊕ x dels dos costats d'aquesta equació, el que dona x ⊕ x = 0. Una demostració similar mostra que cada anell booleà és commutatiu:
x ⊕ y = (x ⊕ y)² = x² ⊕ xy ⊕ yx ⊕ y² = x ⊕ xy ⊕ yx ⊕ y
i això dona xy ⊕ yx = 0, que significa xy = yx (fent servir la primera propietat de dalt).
La propietat x ⊕ x = 0 demostra que qualsevol anell booleà és una àlgebra associativa sobre el cos F₂ amb dos elements, només d'una manera. En particular, qualsevol anell booleà finit té cardinalitat una potència de dos. No cada àlgebra associativa amb un sobre F₂ és un anell booleà: considereu per exemple l'anell dels polinomis F₂[X].
L'anell quocient R/I de qualsevol anell booleà R modulo qualsevol ideal I és una altra vegada un anell booleà. De la mateixa manera, qualsevol subanell d'un anell booleà és un anell booleà.
Cada ideal primer P en un anell booleà R és màximal: l'anell quocient R/P és un domini d'íntegritat i també un anell booleà, així és isomorf al cos F₂, el que demostra la maximalitat de P. Com que els ideals màxims són sempre primers, els ideals primers i els ideals màxims coincideixen en el cas dels anells booleans.
Els anells booleans són anells regulars de Von Neumann.
Els anells booleans són absolutament plans: això significa que tots els mòduls sobre ells són plans.
Tots els ideals generats de manera finita d'un anell booleà són principals (en efecte (x,y)=(x+y+xy)).